# Чавин де Хуантар
Чавин де Хуантар је археолошки локалитет који се налази у северном планинском делу Перуа, у Анкаш региону, 250 km северно од данашње Лиме, источно од кордиљера Бланка, на почетку долине Кончукос на висини од 3180 m. Прва насеља културе Чавин, по којој је локалитет добио име, су се појавила око 1200. п. н. е. и трајала до 500-400. п. н. е. када су их наследиле друге културе. Веома рано је препознат као један од важнијих церемонијалних и ходочасних центара тог времена. Чавин је постао део УНЕСКО Светске баштине 1985. године. Неки од пронађених артефаката могу се видети у Националном музеју у Лими и Националном музеју Чавин, који се налази на самом локалитету.

## Историја археолошког истраживања
Хулио Тељо, отац Перуанске археологије, посветио је велики део своје каријере покушавајући да утврди да је Чавин био разлог због чега су се све андске културе шириле по перуанској висоравни и обали далеко после региона Аргентине, Боливије, Еквадора. Чавин де Хуантар се сматра битним ранијим центром у Централним Андима, и његово истраживање се види као кључ за објашњење културних промена које се могу видети даље од самог локалитета. Мотиви којим је декорисан локалитет послужили су као симбол Перуанског националног идентитета.
Прве научне студије започео је Тељо 1919. године као део Археолошке експедиције одељења Анкаш универзитета Сан Марко. Тељо се враћао два пута на додатна ископавања 1934. и 1940. Тељо је ископао већину монументалне архитектуре на локалитету, да би се она 17. јануара 1945. године затрпала великим клизиштем.
1939. амерички археолог Вендел Бенет потврдио је Тељове закључке и усмерио интернационалну пажњу на центар и њену камену скулптуру. У наредним деценијама ископавања је наставио Тељов ученик Марино Гонзалес. После готово века истраживања, овај локалитет је један од најбоље документованих археолошких локалитета у Перуу. 

## Изглед локалитета
Чавин де Хуантар је био велики религијски центар Чавин културе, на локалитету постоји велики храм облика пирамиде са равним врхом који је био окружен нижим платформама, трг у облику слова латиничног слова У са потопљеним двориштем у центру. Унутрашњост зидова храмова била је декорисана скулптурама и урезима. Чавин де Хуантар је грађен у више фаза, прва фаза је завршена око 1.200. п. н. е. , а већи део био је завршен до 750. п. н. е. Локалитет се користио као религијски и церемонијални центар до 500. п. н. е. и тад престаје примарна религијска функција и локалитет окупирају становници са удаљеном културном традицијом Хуарез.
Локалитет садржи велики број великих структура, укључујући и храмове А, Б, Ц, Д и области и зграде означене као велики трг, Кружни трг и стари и нови храм.

### Кружни трг
Кружни трг је био свето и ритуално битно место у церемонијалном центру. Пре 800. године п. н. е ова локација је имала више функција, укључујући и атријум за улазак у Храм А кроз северне степенице храма. Са три стране су јој Храмови А, Б и Ц. Трг је савршено кружан и скоро 20 метара у пречнику. Под је био од жуте дијатомејске земље.

### Стари Храм
Стари храм је саграђен у раној историји локалитета,окренут  ка средини локалитета. Састојао се од већински од пролаза саграђених око кружног дворишта. Храм је садржао обелиске и камене монументе са урезима који приказују јагуаре и друге животиње у антропоморфном облику. У средини се налазила галерија у којој је пронађена скулптура Ланзон, за шта се верује да је врховно божанство Чавин де Хуантара. Фигура је антропоморфна, са главом мачке а телом човека.

### Нови Храм
Нови храм саграђен између 500. и 200. п. н. е. Изграђен је по угледу на стари храм и трг, и садржи многе рељефне скулптуре. Присутно је и Ланзон божанство које у десној руци држи стромбус шкољку а у левој спондилус шкољку. 
Кроз године се локалитет развијао и константно се по мало реновирао до око 500. године п. н. е. када је завршен и нови храм. Главна сврха реновирања је изгледа била да се омогући скупљање већег броја људи на једном месту, пошто се цео локалитет ширио.

### Галерија слика
- скулптура Ланзон
- Ел Кастиљо
- Део храма

## УНЕСКО
Чавин де Хуантар стављен је под заштиту УНЕСКА 1985. ѕбог изузетног значаја архитектонских,технолошких и симболичких достигнућа раних пре колумбијских друштава из перуанских Анда. Археолошки локалитет Чавин де Хуантар представља епонимни локалитет Чавин културе. Целовитост и визуелни интегритет Чавин де Хуантара и његов пејзаж се нису превише променили, што се види у наставку традиционалних агрикултурних активности у околним областима. Неколико пута у својој историји локалитет су погодиле елементарне непогоде, од којих су највећа оштећења нанела клизишта и поплаве из 1945. и јаки земљотреси 1970.